# Парк имени С. М. Фалдзинского
Парк имени С. М. Фалдзинского — парк на берегу Днепра в городе Новая Каховка Херсонской области Украины, памятник садово-паркового искусства.

## Описание
Парк создан в 1950-х годах при строительстве города Новая Каховка. Автор и руководитель проекта парковой зоны — С. М. Фалдзинский.
Парк был возведен на Олешковских песках. Для его закладки вывозился 25-сантиметровый слой песка и завозился чернозём с поймы Днепра. Саженцы Фалдзинский привозил из питомников Мелитополя, Нововоронцовки, а акации и тополя — из Днепровских плавней. Редкие деревья: японскую софору, банановое дерево — он выписывал из-за границы.
При строительстве парка состоялась встреча С. М. Фалдзинского с А. П. Довженко — советским кинорежиссёром и писателем, который посещал строящуюся в городе Каховскую ГЭС (по этому строительству Довженко создал киносценарий «Поэма про море»).
Возле городского Дворца культуры установлен памятник великому озеленителю в виде листка, который создан к 50-летию города (автор памятника — Анатолий Бидарев).
В парке Фалдзинского находится детская площадка «Сказочная Дубрава» (укр. «Казкова Диброва»).
Юннатами Новой Каховки выпущен путеводитель «Древесно-кустарниковая растительность парка им. С. М. Фалдзинского».

### Фотогалерея

Ротонда в парке осенью
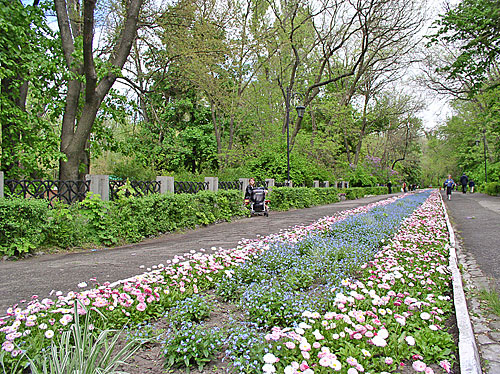
Одна из аллей парка летом
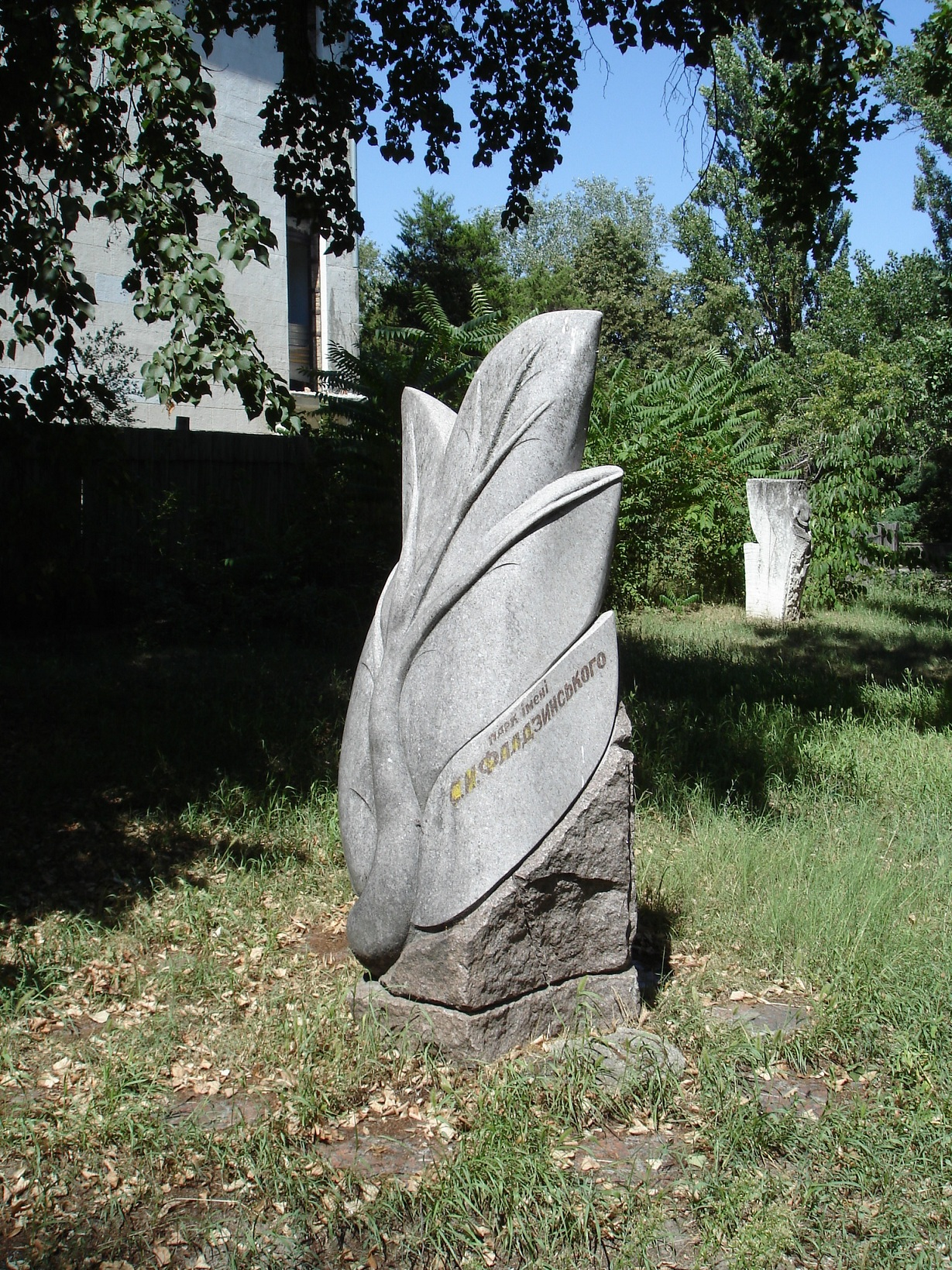
Памятник Фалдзинскому летом
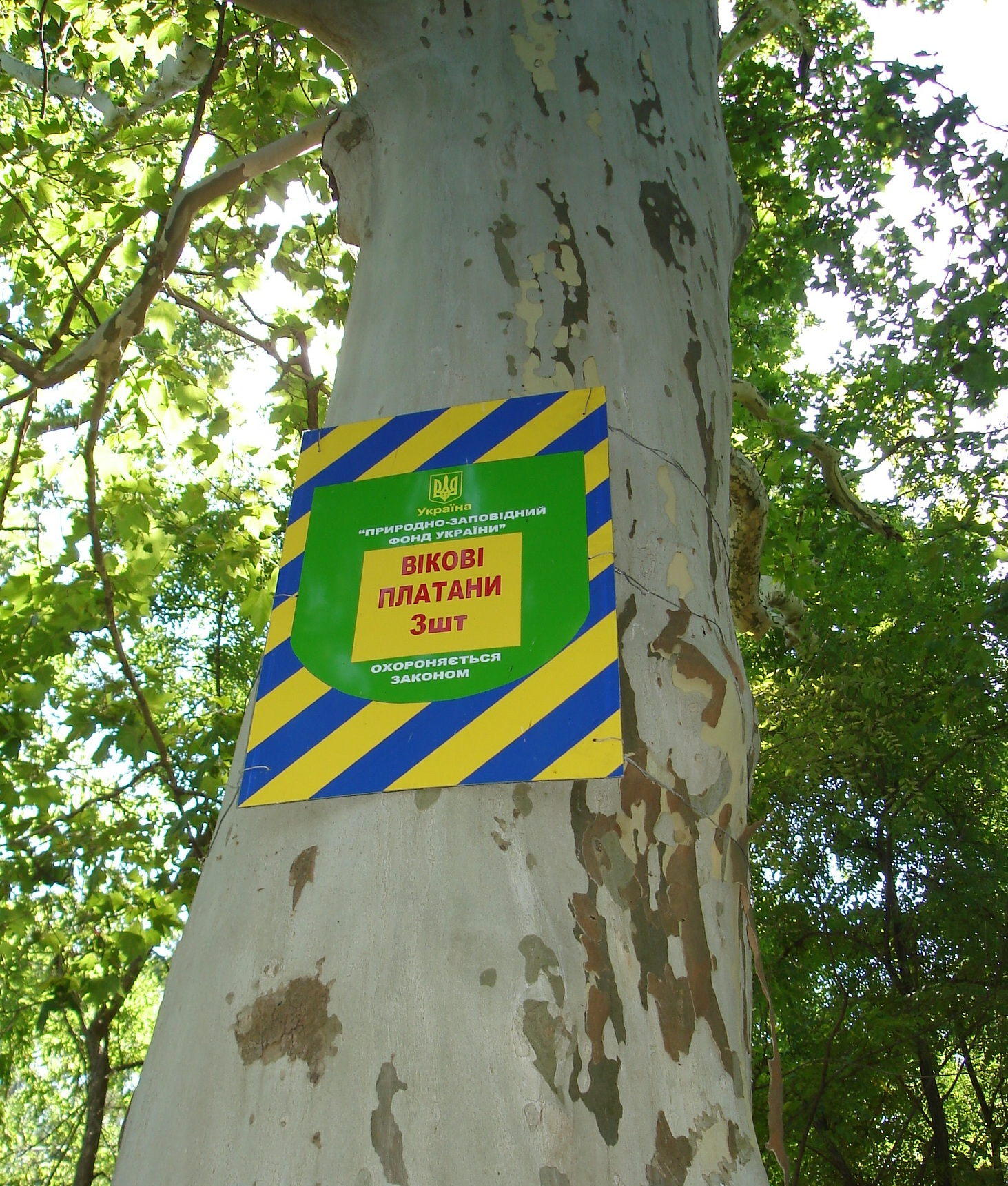
Платаны у Днепра — памятник природы

### Зонирование территории

Планировка парка

В парке произрастает около девяносто видов деревьев и кустарников, распределённых по семи территориям:
- I участок — магония падуболистная; чубушник обыкновенный; пузырник древовидный; туя западная; чёрный орех; вяз малый; каркас западный; каштан конский; клён японский; маклюра оранжевая.
- II участок — смородина золотистая; сирень обыкновенная и сирень персидская; сосна крымская; тополь чёрный; тополь дельтовидный; дуб обыкновенный; платан восточный; махровая форма боярышника монопестичного; кизил настоящий.
- III участок — роза садовая; буддлея Давида; можжевельник обыкновенный; сферическая форма робинии псевдоакации; тополь белый; орех грецкий; айлант высочайший; дуб крупноплодный; хурма виргинская; унаби; липа американская; багряник канадский.
- IV участок — бирючина обыкновенная; робиния псевдоакация; катальпа бигнониевидная и катальпа прекрасная; липа сердцелистная; боярышник колючий; клён сахарный.
- V участок — таволга Ван Гутта; можжевельник стелющийся и можжевельник виргинский; тополь пирамидальный; ясень обыкновенный; гледичия трёхколючковая; софора японская; алыча; боярышник монопестичный; клён ясенелистный.
- VI участок — крушина ломкая; виноград девичий; ирга овальнолистная; ель европейская и ель колючая; тополь туркестанский Болле; бундук канадский; скумпия кожевенная; кёльрейтерия метельчатая; клён трёхлопастный; шелковица чёрная и шелковица белая; рябина канадская.
- VII участок — виноград скальный; тамариск многоветвистый; робиния клейкая; ива вавилонская и ива белая (ветла); маслинка серебристая и маслинка узколистная; бузина чёрная.